# Astollia chloris
Astollia chloris är en bönsyrseart som beskrevs av Olivier 1792. Astollia chloris ingår i släktet Astollia och familjen Acanthopidae. Inga underarter finns listade i Catalogue of Life.